# Carlos Sánchez (Uruguayaans voetballer)
Carlos Andrés Sánchez Arcosa (Montevideo, 2 december 1984) is een profvoetballer uit Uruguay die doorgaans als middenvelder speelt. Hij verruilde River Plate in januari 2016 transfervrij voor CF Monterrey. Sánchez debuteerde in 2014 in het Uruguayaans voetbalelftal.

## Interlandcarrière
Sánchez  debuteerde op 13 november 2014 op 29-jarige leeftijd in het Uruguayaans voetbalelftal, in een oefeninterland tegen Costa Rica (3–3). Sánchez maakte deel uit van de Uruguayaanse selectie die deelnam aan de WK-eindronde 2018 in Rusland. La Celeste behaalde drie zeges op rij in groep A, waarna de ploeg van bondscoach Oscar Tabárez in de achtste finales afrekende met regerend Europees kampioen Portugal (2–1) door twee treffers van aanvaller Edinson Cavani. Zonder diens inbreng (kuitblessure) verloor Uruguay vervolgens in de kwartfinale met 2–0 van de latere wereldkampioen Frankrijk. Sánchez kwam in drie van de vijf WK-duels in actie voor zijn vaderland.

## Erelijst
CA River Plate
- Argentijns landskampioen

2014-Torneo Final